# لوكا أرياتي
لوكا أرياتي (بالإيطالية: Luca Ariatti)‏ (مواليد 27 ديسمبر 1978 في ريدجو إميليا - إيطاليا) لاعب كرة قدم إيطالي يلعب حاليا لصالح نادي الدرجة الأولى كييفو فيرونا الإيطالي منذ 2009 في مركز الظهير الأيسر كما يجيد اللعب في مركز الوسط المدافع والوسط المحوري والأيسر والأيمن .

## وصلات خارجية
- لوكا أرياتي على موقع قاعدة بيانات كرة القدم.إي يو (الإنجليزية)
- لوكا أرياتي على موقع بيانات كرة القدم. دي إي (الألمانية)
- لوكا أرياتي على موقع عالم كرة القدم.نت (الإنجليزية)